# دانيال بلايث
دانيال بلايث (بالإنجليزية: Daniel Blythe)‏ هو كاتب بريطاني، ولد في 1969 في ميدستون في المملكة المتحدة.

## وصلات خارجية
- الموقع الرسمي